# Tworzeń
Tworzeń – od 1960 r. dzielnica Dąbrowy Górniczej. Bezpośrednio sąsiaduje z dzielnicą Gołonóg. W większości obecnie zabudowana obiektami przemysłowymi, jedynie przy ul. Tworzeń zachowała się murowana i drewniana zabudowa o charakterze wiejskim, z przyległymi do nich ogrodami i sadami.

## Historia
Dzielnica to dawna kolonia, powstała na bazie osady leśnej, położonej przy drodze łączącej Gołonóg i Łosień. Nazwa pochodzi od "tworzenia", czyli budowania nowych domów w miejscach wycinki drzewostanu. Po II wojnie światowej osada weszła w skład Gołonoga, a wraz z nim w 1960 r. włączona została do miasta Dąbrowa Górnicza.
W latach 70. XX wieku na większej części gruntów należących do dzielnicy zbudowana została Huta Katowice.
Dzielnicę przecina linia kolejowa nr 133 Dąbrowa Górnicza Ząbkowice-Kraków Główny.